# Thanathip Paengwong
Thanathip Paengwong (thailändisch ธนาธิป แพงวงศ์; * 5. April 1991 in Roi Et), auch als Lek bekannt, ist ein thailändischer Fußballspieler.

## Karriere
Thanathip Paengwong unterschrieb seinen ersten Vertrag bei Osotspa, einem Verein, der in der ersten Liga, der Thai Premier League, spielte. 2010 wechselte er zum Udon Thani FC. Der Club aus Udon Thani spielte in der damaligen dritten Liga, der Regional League Division 2, in der North/East–Region. Mit dem Club feierte er 2016 die Meisterschaft. Nach der Meisterschaft verließ er Udon Thani und ging nach Khon Kaen. Hier schloss er sich dem Khon Kaen FC an. Der Verein spielte in der dritten Liga, der Thai League 3. Hier trat man in der Upper–Region an. Im ersten Jahr wurde er mit dem Club Meister der Region und stieg somit in die zweite Liga auf. Mit Khon Kaen spielte er 2018 in der zweiten Liga. 2019 wechselte er zu seinem ehemaligen Club Udon Thani FC, der mittlerweile in der zweiten Liga spielte. Nach 53 Ligaspielen wechselte er zur Rückrunde 2021/22 Anfang Januar 2022 zum Erstligisten Khon Kaen United FC. Nach 31 Ligaspielen für den Verein aus Khon Kaen wurde sein Vertrag im Sommer 2023 nicht verlängert. Zu Beginn der Saison 2023/24 unterschrieb er einen Vertrag beim Drittligisten Udon United FC. Mit dem Verein aus Udon Thani spielte er 16-mal in der North/Eastern Region der Liga. Im Januar 2024 wechselte er in die zweite Liga. Hier unterschrieb er einen Vertrag beim Nongbua Pitchaya FC. Am Ende der Saison 2023/24 wurde er mit dem Klub aus Nong Bua Lamphu Vizemeister und stieg direkt in die erste Liga auf. Nach dem Aufstieg verließ er den Verein und schloss sich im Juli 2024 seinem ehemaligen Verein Udon United FC an.

## Erfolge
Udon Thani FC
- Regional League Division 2 – North/East: 2016

Khon Kaen FC
- Thai League 3 – Upper Region: 2017

Nongbua Pitchaya FC
- Thailändischer Zweitligameister: 2023/24  ▲